# Eudora (Kansas)
Eudora és una població dels Estats Units a l'estat de Kansas. Segons el cens del 2000 tenia 4.307 habitants.

## Demografia
Segons el cens del 2000, Eudora tenia 4.307 habitants, 1.607 habitatges, i 1.136 famílies. La densitat de població era de 839,9 habitants/km².
Dels 1.607 habitatges en un 40,2% hi vivien nens de menys de 18 anys, en un 53,8% hi vivien parelles casades, en un 12,6% dones solteres, i en un 29,3% no eren unitats familiars. En el 23,5% dels habitatges hi vivien persones soles el 8% de les quals corresponia a persones de 65 anys o més que vivien soles. El nombre mitjà de persones vivint en cada habitatge era de 2,63 i el nombre mitjà de persones que vivien en cada família era de 3,13.
Per edats la població es repartia de la següent manera: un 30,7% tenia menys de 18 anys, un 8,8% entre 18 i 24, un 34,1% entre 25 i 44, un 15,9% de 45 a 60 i un 10,5% 65 anys o més.
L'edat mediana era de 31 anys. Per cada 100 dones de 18 o més anys hi havia 84,5 homes.
La renda mediana per habitatge era de 41.713 $ i la renda mediana per família de 50.909 $. Els homes tenien una renda mediana de 37.833 $ mentre que les dones 25.202 $. La renda per capita de la població era de 18.693$. Entorn del 4,3% de les famílies i el 6,4% de la població estaven per davall del llindar de pobresa.

## Poblacions properes
El següent diagrama mostra les poblacions més properes.